# مارکوس ترنتیوس وارو

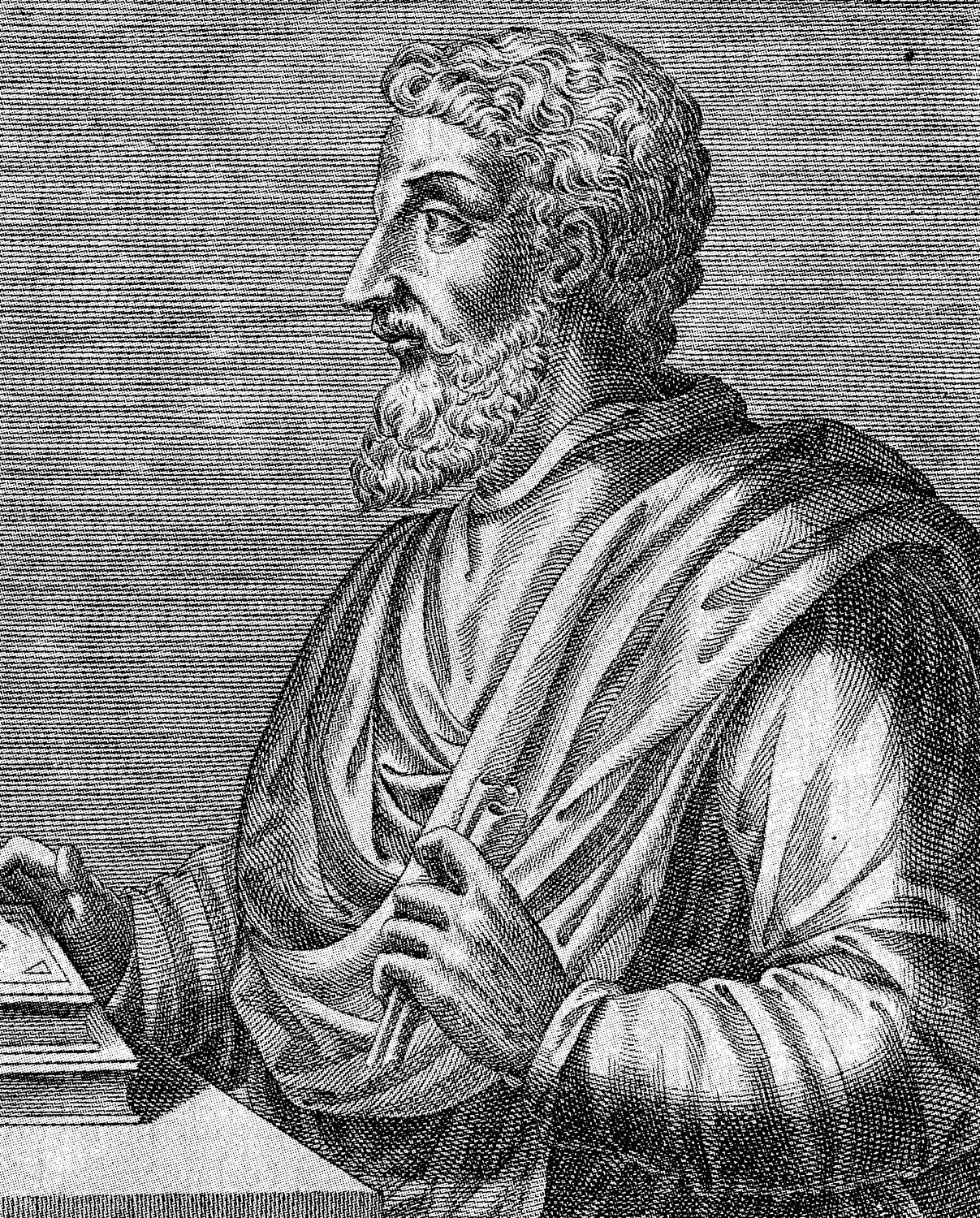
طرح‌نگاره‌ای فرضی از مارکوس ترنتیوس وارو

مارکوس ترنتیوس وارو نویسندهٴ جامع‌الاطراف رومی با معلومات وسیع بود که در سال ۱۱۶ ق م در ریتی نزدیک روم، در دهکدهٴ سابینه، زاده شد و در ۲۷ ق م درگذشت.
از نوشته‌های فراوان او که غالب بر ۶٢٠ مجلد و مشتمل بر نزدیک به ٧۴ کتاب بود تنها دو تا در دست است: زبان لاتینی (که برای مطالعهٴ لاتینی قدیم مهم و راهنمای اصلی پژوهشگران گویش قدیم رومی  است) و سه کتاب دربارهٴ روستا که در هشتاد سالگی نوشته است.
در میان آثار گم‌شده‌اش می‌توان به کتاب اندازه‌گیری و کتاب دیگری در هندسه اشاره کرد که در آن می‌گوید زمین تخم‌مرغی شکل است؛ و همچنین کتاب در حساب و بالاخره دائرةالمعارفی منقسم به نه کتاب به شرح زیر: (۱) دستور زبان، (۲) جدلیات، (۳) بلاغت، (۴) هندسه، (۵) حساب، (۶) تنجیم، (۷) موسیقی، (۸) طب، (۹) معماری.
مطالعات تاریخی و معماری وارو دارای اهمیت اساسی است و بسیاری از آنچه دربارهٴ روم باستان می‌دانیم به‌طور غیرمستقیم برمبنای آن مطالعات قرار دارد. معلومات گیاه‌شناسی او بیش از کاتو بود. کتاب او راجع به باغ‌داری حاوی ملاحظات جالبی دربارهٴ نمو و انتقال گیاهان، هم‌چنین دربارهٴ پیش‌گیری و درمان بیماری‌های جانوران است. او عقیده داشت بیماری‌ها از طریق موجودات ریز سرایت می‌کنند.
مارکوس ترنتینو وارو به کسانی که خانه و مزرعه شان را در نزدیکی مرداب می ساختند، هشدار داده بود که در آن نواحی «موجودات خاص کوچکی زادوولد می کنند که با چشم دیده نمی شوند، اما می توانند از راه دهان و بینی وارد بدن شده و باعث بروز بیماری های خطرناکی در انسان شوند».

## جستارهای وابسه
- Antiquitates rerum humanarum et divinarum